# Pau (Franciaország)
Pau város Franciaország déli részén, Új-Aquitania régióban, Pyrénées-Atlantiques megye székhelye.
Egykor királyi székváros, később kedvelt szubalpin üdülő, ma jelentős ipari és turisztikai központ. Pau a Pireneusok északi oldalán a legnagyobb város és egyben egy tájegység, a valaha önálló feudális állam, Béarn székhelye. Franciaország kulturális és történelmi városa címet viseli.

## Története
A Pireneusokból lerohanó két hegyi folyó, az Aspe és az Ossau, valamint a kissé keletebbről érkező Pau mentén már a IX. században önálló báróság jött létre, igaz a feudális uraknak a XI. században meg kellett adniuk a kiváltságos jogokat a keményfejű hegylakóknak. A XIII. század végén került Béarn Foix grófjainak birtokába. A fénykora a XVI. században következett be, az akkori uralkodó ugyanis I. Ferenc testvérét, Angoulême-i Margit hercegnőt vette feleségül, és a család hatalma ekkor már kiterjedt Foix és Béarn mellett a navarrai királyságra is. A Béarni Algrófság székhelye és a navarrai királyok kedvenc tartózkodási helye, Pau ekkor a mai Franciaország egyik legfontosabb kulturális központja lett, művészek, tudósok sereglettek a rendkívüli műveltségű királyné udvarába. Lánya, III. Johanna vette fel a protestáns hitet és gyermekét, Navarrai Henriket is ebben a hitben nevelte. Navarrai Henrik II. Henrik francia király lánya, Valois Margit férje lett, és ő volt, akitől a híres mondás származik: Párizs megér egy misét, és IV. Henrik néven lépett a trónra.
Béarn vidékét, a navarrai királyságot XIII. Lajos helyezte véglegesen a francia királyság uralma alá. Pau városa akkor lett jelentős településsé, amikor ide helyezték át a királyi székhelyt.

## Demográfia
| Év   | Lakosság |
| ---- | -------- |
| 1793 | 8 756    |
| 1800 | 8 465    |
| 1806 | 9 293    |
| 1821 | 11 444   |
| 1831 | 11 285   |
| 1841 | 13 841   |
| 1846 | 16 170   |
| 1851 | 16 196   |
| 1856 | 18 671   |

| Év   | Lakosság |
| ---- | -------- |
| 1861 | 21 881   |
| 1866 | 24 563   |
| 1872 | 27 300   |
| 1876 | 28 908   |
| 1881 | 29 971   |
| 1886 | 30 624   |
| 1891 | 33 111   |
| 1896 | 33 012   |

| Év   | Lakosság |
| ---- | -------- |
| 1901 | 34 268   |
| 1906 | 35 044   |
| 1911 | 37 149   |
| 1921 | 35 665   |
| 1926 | 37 711   |
| 1931 | 38 962   |
| 1936 | 40 451   |
| 1946 | 46 158   |

| Év   | Lakosság |
| ---- | -------- |
| 1954 | 48 320   |
| 1962 | 59 937   |
| 1968 | 74 005   |
| 1975 | 83 498   |
| 1982 | 83 790   |
| 1990 | 82 157   |
| 1999 | 78 732   |
| 2006 | 83 903   |
| 2010 | 81 166   |

## Látnivalók

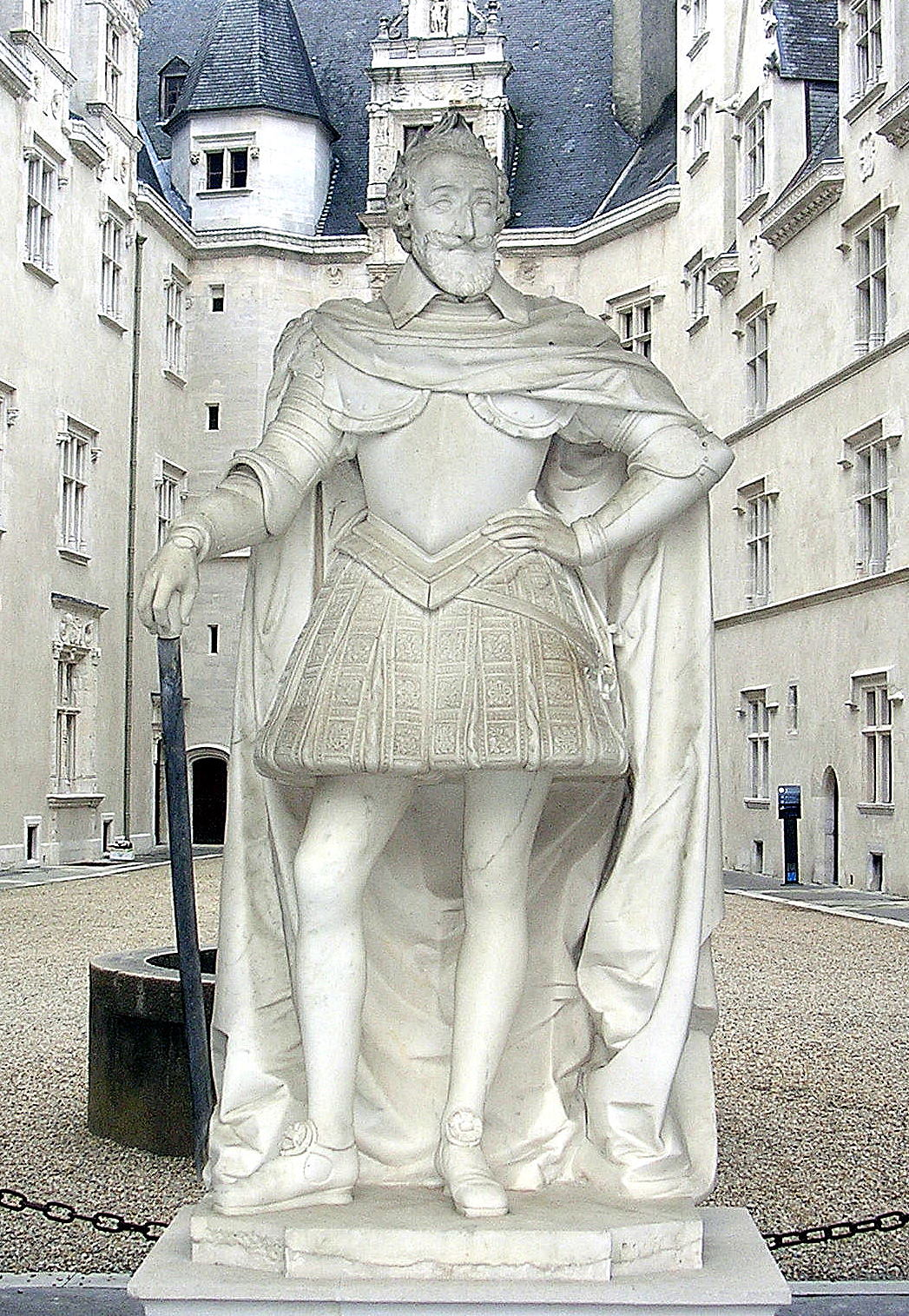
IV. Henrik szobra

- Lovagvár - Angouléme-i Margit idején alakították át reneszánsz palotává. Később meglehetősen leromlott állapotba került, de a 19. században előbb I. Lajos Fülöp király, majd III. Napóleon császár is megkedvelte, ők alakították újjá. A királyi lakosztály, az appartements berendezése és belső díszítése a XIX. századból származik, de számos nagy értékű műkincset, köztük rendkívüli szépségű faliszőnyegeket hoztak ide. A konyha a XVI. századból maradt fenn, mellette van a bankett-terem, ahol száz vendég ülhetett egyszerre asztalhoz. A királyi hálószoba ágya XIII. Lajos korából származik. Legkülönösebb kiállítási tárgy IV. Henrik bölcsője, egy óriásteknős páncélja. A palotában helyezték el a Musée béarnais kiállítását.
- Parc National – a várhegy oldalában, I. Napóleon utasítására kialakított park.
- IV. Henrik szobra
- Musée des Beaux-Arts – a kis gyűjtemény festészeti és numizmatikai anyagot tartalmaz.
- A Navarrai Parlament egykori épülete

## Testvérvárosok
- Spanyolország - Zaragoza, 1970
- USA - Mobile, 1975
- Olaszország - Pistoia, 1975
- Portugália - Setúbal, 1981
- Japán - Kófu, 1977
- Egyesült Királyság - Swansea, 1982
- Németország - Göttingen, 1983
- Elefántcsontpart - Daloa, 1984
- Kína - Xi'an, 1986

## Híres személyek

### Pau-ban születtek
- Albret Anna navarrai régensnő (1492)[2]
- Albret Károly navarrai királyi herceg (1510)[3]
- IV. Henrik francia király, III. Henrik néven navarrai király (1553)
- XIV. Károly János svéd király, Jean-Baptiste Bernadotte néven francia marsall (1763)

### Pau-ban hunytak el
- I. Ferenc Phoebus navarrai király (1483)